# Zázračná madona
Zázračná madona je prvním zralým romanetem Jakuba Arbese, které bylo knižně vydáno v roce 1884 (časopisecky vycházelo v Lumíru již od roku 1875).
Toto dílo vypráví příběh sebezničující lásky, rozehrávající se kolem ústředního motivu – medailonku s obrázkem Murillovy Madony. Tato zázračná Madona, zbavená náboženských rysů, představuje pro hlavního hrdinu ideál krásy v umění a zároveň štěstí v životě.

## Inspirace v umění
Arbes často čerpal inspiraci ve výtvarném umění. 
- Pro romaneto Svatý Xaverius(1873) se inspiroval obrazem F.X Palka z malostranského kostela sv. Mikuláše.
- Pro romaneto Ukřižovaná (1875)[2] našel inspiraci v obraze mladé ukřižované světice Julie od Gabriela Maxe. Tento obraz vyvolal v autorovi vzpomínku na jinou ukřižovanou světici, vousatou svatou Starostu, jejíž sochu vídal v Pražské Loretě. Zde se zrodila idea námětu mladistvé krásy nahrazené bizarností a ošklivostí.[3]  V případě Murillovy madony byla inspirací nejen její krása, ale i námět neposkvrněného početí dítěte Ježíše, obojí konfrontuje s realitou dítěte  počatého v hříchu a ošklivého, a s možností jeho zázračné proměny. V Arbesově době v Praze byly k vidění jen medailonky s madoniným vyobrazením nebo její barvotiskové kopie.

## Okolnosti před vznikem díla
Za svou politicky kritickou novinářskou činnost byl Jakub Arbes v letech 1873–74 na 13 měsíců uvězněn. Ve vězení dokončil romaneto „Sivooký démon“ a po propuštění začal psát „Zázračnou madonu“.

## Hlavní postavy
- Jan
- Isména
- Matka Ismény
- Pěstoun Ismény
- Malíř – Janův přítel
- Lékárník

## Děj
Příběh lze rozdělit do tří nestejně dlouhých částí, které se od sebe liší jednak vypravěčem, formou vypravování a časovým rámcem.
V první části nás vševědoucí vypravěč zavádí do světničky svobodné matky, chudé šičky rukavic v Praze na Novém Světě. Dvacetiletá dělnice vzpomíná na příčiny svého neštěstí. Když byla mladší, vášnivě se při krátké známosti zamilovala. Muž ji opustil, ale milostné vzplanutí nezůstalo bez následků. Narodila se jí holčička, která navzdory její péči nebyla vůbec hezká. Matka si stále připomínala svou smutnou minulost a pociťovala odpovědnost za ošklivost dítěte zplozeného z hříchu, propadla zoufalství a beznaději. Pokusila se o hrůzný čin – zabití vlastní dcerky. Dítěti omotala kolem krku stužku, takže se začalo dusit. Matka se ale na poslední chvíli probudila z letargie a uvědomila si co provedla. Chce dítě zachránit, avšak upadne do mdlob.
Ve druhé části se setkáváme s chlapcem Jeníčkem z ševcovské rodiny, kterého matka pošle doručit opravené boty. Chlapec peláší po zaprášených pražských cestách, až dorazí do botanické zahrady. Majitelem bot je bohatý správce zahrady, pozve ho do společnosti na oběd. Tam se u stolu seznámí s šestiletou suchou, pobledlou dívkou Ismenkou. Po jídle se Jeník musí vrátit domů, avšak Ismenka ho zadrží a žádá ho, aby ji naučil tancovat. On však odmítá. Aby ho přinutila, sebere Ismenka Jeníčkovi pětník, jenž dostal od cesty. On jí na oplátku sebere medailonek s obrázkem Murillovy Madony a uteče.
Třetí, nejdelší kapitolu romaneta, vypráví přítel – vypravěč předchozích dvou oddílů. Vzpomíná na své mládí. Čtenář se postupně dozvídá, že je vlastně Jeníkem z předchozí kapitoly.
Jan se během svých studií začal zajímat o umělecké zobrazení madon. Tuto vášeň v něm probudil Isménin medailon. Murillova Madona se pro něj stává ideálem krásy. Na doporučení svého známého malíře začne doučovat osmnáctiletou dívku v lučbě (chemii). Za téma první přednášky si zvolí arsen a jeho dvojí účinky pro lidský organismus: může přinést krásu lidské pleti i rychlou otravu. Ve své žákyni poznává onu šestiletou Ismenku, s níž se kdysi potkal při obědě v botanické zahradě.
Jan se později s Ismenou ožení a narodí se jim holčička. Postupem času si však začne uvědomovat, že toho o své ženě moc neví. Ta se mu jednou rozhodne svěřit se svou tragickou minulostí. Matka se ji pokusila jako miminko uškrtit z nešťastné lásky k jejímu otci, který ji opustil. Medailonek Murillovy Madony, který Ismena tehdy měla na krku, jí zachránil život tím, že svými ostrými hranami přetrhl stužku. Svěří se mu také s tím, že se její otec stal farářem, proto ona musela zůstat bastardem. Jan nesnese minulost, ošklivost a vystupování své ženy, ani pláč dítěte a začne se jí štítit. Ismenu i s dítětem donutí odejít. Jejich dcerka pak brzy umírá. Jana sice trápí výčitky svědomí, ale dlouho se nemůže odhodlat ženu odprosit. Mezitím Ismena zmizí a nikdo o ní nic neví.
Janův přítel, malíř, se vrací ze Španělska, kde v Madridu podle originálu maloval kopii Murillovy Madony. Není schopen ji dokončit kvůli jejímu zvláštnímu výrazu v obličeji. Podaří se mu to, až když v Týnském chrámu spatří čarokrásnou dívku, na vlas podobnou Madoně. Se svým zážitkem se svěří Janovi, jenž pravidelně začne chodit do chrámu, aby se s ideální dívkou setkal. Při nedělní modlitbě ji skutečně spatří a podle jizvy na krku v ní pozná Ismenu. Ta před ním zaskočena utíká, ale následně mu pošle lístek, setkají se a usmíří. Ismena začne vyprávět, kterak jí smrt dítěte způsobila ohromnou bolest, že už dál nechtěla žít. Když sahala po svém medailonu, své jediné opoře, narazila náhodou na zápisky o arsenu, jež pro ni kdysi napsal Jan. Nehezká žena požíváním otrušíku arzeniku zkrásněla do podoby Murillovy Madony, jejíž ušlechtilé rysy se skrývaly pod její scvrklou a nehezkou kůží.
Na chvíli se jí tak vrátilo manželské štěstí, avšak brzy se projevily zhoubné účinky požitého jedu. Ismena na smrtelném loži žádá Jana, aby nalezl jejího otce a přivezl od něj její medailon, který mu krátce předtím poslala. Jan nachází faráře mrtvého, avšak medailon získá. Přiveze ho Ismeně, jež může s medailonem v ruce v klidu zemřít.

## Shrnutí
Arbes v Zázračné madoně na podkladu vědy aktualizuje motiv elixíru mládí. Pracuje i s dalším tradičním motivem – hledáním ideálu krásy. Ten sice nachází v Madoně, leč pouze v její kráse tělesné, nikoliv duchovní. Zdánlivě zázračné schopnosti Panny marie jsou Arbesem vždy logicky nastíněny (např. Ismenu jako dítě před uškrcením zachránil medailon zřejmě svými ostrými hranami). Autor pak ponechává na čtenáři, zda uvěří v logické vysvětlení či v záhadnou moc nadpřirozené síly.

## Dramatizace
- VENCLOVÁ, Renata; STEFAŇÁK, Ondřej. Jakub Arbes: Zázračná madona. Český rozhlas [online]. 2024-04-02 [cit. 2024-04-14]. Dostupné online.